# Seka Aleksić
Seka Aleksić (serb. cyryl. Сека Алексић; właśc. Светлана Пиљикић, ur. 23 kwietnia 1981 w Zvorniku) – serbska piosenkarka, pochodząca z Bośni.

## Życiorys

### Kariera
Córka Milorada Pilikicia i Ibrimy. Pochodzi ze Zvornika, tam też we wczesnej młodości występowała w szkolnym chórze, a następnie w 1996 rozpoczęła występy publiczne w miejscowych kawiarniach i dyskotekach. W latach 2000–2002 występowała w Szwajcarii dla mieszkających tam Serbów. Po wygranej w festiwalu muzyki ludowej w Ćupriji podpisała kontrakt z firmą fonograficzną Grand Production. W 2002 ukazał się pierwszy album piosenkarki - Idealno tvoja. Kolejne albumy Balkan (2003) i Dođi i uzmi me (2005) ugruntowały popularność piosenkarki na serbskiej scenie folkowej. Czwarty album Kraljica został sprzedany w ilości 300 tys. egzemplarzy. Albumy koncertowe wokalistki dokumentowały jej występy w Belgrad Arena w 2010 i 2018. 
W 2006 zadebiutowała na dużym ekranie, rolą w komedii Mi nismo anđeli 3: Rock & roll uzvraća udarac (reż. Srđan Dragojević), a następnie występowała w popularnym sitcomie Ljubav, navika, panika. Brała także udział w serbskiej adaptacji Smerfów, podkładając głos pod jedną z bohaterek. W 2010 wystąpiła w reality show Moja desna ruka, realizowanym przez Prva Srpska Televizija. W programie poszukiwała odpowiedniego kandydata na swojego asystenta.

### Życie prywatne
We wrześniu 2010 poślubiła Veljko Piljkicia, z którym ma dwóch synów (Jakowa i Jovana). Mieszka w Starej Pazovej.

## Dyskografia
- 2002: Idealno tvoja
- 2003: Balkan
- 2005: Dođi i uzmi me
- 2007: Kraljica
- 2009: Slučajni partneri
- 2012: Lom
- 2015: Lek za spavanje
- 2017: Koma